# Гюлріз Сурурі
Гюлріз Сурурі Цецар (тур. Gülriz Sururi; 24 липня 1929 — 31 грудня 2018) — турецька  акторка та письменниця.
В 1962 році разом з Енгіном Цецаром заснувала Театр Гюлріз Сурурі та Енгіна Цецара.
В 1998 році Міністерство культури Туреччини присвоїло Гюлріз Сурурі звання державної артистки. Публікувала  книги власних спогадів, романи та оповідання.

## Життєпис
Гюлріз Сурурі народилася у Стамбулі у 1929 році. У 1942 році вона дебютувала на сцені дитячого відділення Стамбульського міського театру. Навчалася театральному мистецтву в консерваторії та на вокальних курсах муніципалітету Стамбула. Розпочала роботу в деяких приватних театральних колективах до завершення навчання в консерваторії.
Батько Гюлріз Сурурі один із засновників першої оперети, а мати — оперна співачка Сюзан Лютфулла Сурурі.
У 1955 році розпочала свою професійну мистецьку кар'єру в групі Muammer Karaca. Потім перейшла у театр Дормена в 1960 році. У 1961 році вона отримала премію Ілхан Іскендер за найкраще виконання ролі вуличної дівчини  Ірми, у одній із вистав, поставлених у Театрі Дормена.
У 1962 році одружилась з актором Енгіном Цецаром. Того ж року вони заснували "Театр Гюлрізі Сурурі  та Енгіна Цецара".
Гюлріз грала у багатьох п'єсах, таких як "Street Girl Irma", "Ferhat та", "Şirin", "Teneke".
У 1966 році Ільхан Іскендер в черговий раз присудила Гюлріз Сурурі нагороду «Найкращої акторки» за роль у виставі «Олово». Того ж року Турецька асоціація жінок обрала її «Жінкою року».
У 1971 році вона втретє здобула премію найкращої акторки за роль у п'єсі «Індійська тканина». 
У 1979—1980 рр., разом з Мехметом Аканом вона створила збірку під назвою "Uzun İnce Bir Yol", одну з п'єс, якої група виконала на театральній сцені.
В період з 1982 по 1983 рр., отримала нагороди Авні Dilligil за кращу жіночу роль.
Знялася в проєкті "Солодкі гроші"(первинна назва: Все в саду) Едварда Олбі. 
Беручи участь у всіх видах жанрів, від драми до сміху та музичної гри, Сурурі також була акторкою у турецькому театрі.
Вона почала писати книги, написавши свої спогади, і опублікувавши їх у трьох томах, вона також опублікувала романи, книгу оповідань та збірку газетних статей.
У 90-х роках вона презентувала телевізійну програму "A La Luna".
У 1998 році вона отримала звання державної артистки, присвоєне Міністерством культури Туреччини.
В 1999 році вона покинула сцену після п'єси "Я маю що сказати". 
Вона поставила в театрі п'єсу: "Ми почали з нуля", яку написала і зрежисурувала у 2008 році, із спільнотою під назвою "Концентраційна компанія", яку створили студенти факультету образотворчих мистецтв університету Мармара .
Акторка померла 31 грудня 2018 року у віці 89 років у Стамбулі. Її похвали на скромній церемонії в Чаталджі, поруч із чоловіком Енгіном Цецаром.
Султана Абдул-Гаміда  заарештували, звинувачуючи його в тому що він нібито відповідальний за смерть свого дядька Абдул-Азіза.  Він постав перед судом, який зібрався у палаці Йилдиз. Старшим суддею у цій кримінальній справі був Алі Сурурі Ефенді, прадід Гюлріз Сурурі.
Назіф Сурурі Бей, який був президентом "Шюра-йі", був її дідом. 

## Вибрані театральні вистави
- Я маю що сказати: Gülriz Sururi — Gülriz Sururi-Engin Cezzar Theatre — 1997
- Тротуарний горобець: Башар Сабунку — Театр голосу — 1983
- Кабаре: Джо Мастерофф — театр Гюлрізі Сурі Енгіна Цецара
- Кесанлі Алі Епік: Халдун Танер — Театр Гюлрізі Сурі Енгіна Цецара — 1963 рік
- Вулична дівчина Ірма: Олександр Бреффорт \ Маргерит Монот — Театр Дормена — 1961
- Так звані Ангели: Театр Дормена — 1959

## Режисер театральних п'єс
- Кісмет: Державний театр Адани
- Фосфорний Чеврій (музичний): Державний театр Анкари
- Ми почали з нуля: Компанія Conchina

## Театральні п'єси, які вона написала
- Кісмет

## Книги
- Kından İnce Kılıçtan Keskince (пам'ять), Doğan Kitap, Стамбул, 1978
- Ми, жінки (судовий процес), видання Dışbank, Стамбул, 1987 рік.
- Миттєвий дохід (момент), Доган Кітап, Стамбул 2003 року.
- На вулицях, у які я не входжу (історія), Доган Кітап, Стамбул, 2003.
- З кухні Гюлріза (їжа), Доган Кітап, Стамбул, 2003.
- Я тебе люблю (роман), Доган Кітап, Стамбул, 2004.

## Нагороди
- Найкраща акторка 1961 року, нагорода Ілхан Іскендер за її роль  вуличної дівчини Ірми
- Найкраща акторка 1962 року, нагорода Ілхан Іскендер, за роль в Тенеке
- Найкраща акторка 1971 року, нагорода Ілхан Іскендер,  за роль у «Індійській тканині»
- 1983 р. Нагорода "Найкраща акторка" Авні Ділілігі за її роль у «Тротуарі Горобця»
- 1983 р. Премія асоціації журналістів Ізміра «Алтан Артеміда»
- 1983 р. Мілієтська газета,  нагорода «Акторка театру»
- Почесна премія Садрі Алишика